# Schmöker
Als Schmöker wird in der Umgangssprache ein dickeres Buch bezeichnet, das inhaltlich weniger anspruchsvoll ist, aber die Leser oft in besonderer Weise fesselt.
Das Wort entstammt der Studentensprache (zum norddeutschen Verb schmöken für Tabakrauchen) und bezeichnete ursprünglich ein altes minderwertiges Buch, aus dem der Student einen Fidibus herausriss, um seine Pfeife anzustecken (zu schmöken). Hierzu gehört auch das umgangssprachliche Verb schmökern für gemütlich und länger etwas Unterhaltsames oder Spannendes zu lesen. Das Wort gehört zu dem plattdeutschen Zeitwort smöken, das mit dem englischen smoke nah verwandt ist.:95 In der norddeutschen Umgangssprache bedeutet Schmöker auch eine rauchende Person.

## Wortherkunft
Die Bezeichnung Schmöker taucht zuerst im 18. Jahrhundert auf, auch in den Schreibweisen Schmöcher, Schmaucher. Das Wort ist erstmals aus dem Jahr 1778 urkundlich erwähnt bei Johann Timotheus Hermes in Sophiens Reise von Memel nach Sachsen (zweiter Theil, Band 2 Seite 124 „[…] alte griechische und lateinische Schmöhker vorzulesen […]“).
Die Bedeutung des Wortes Schmöker im Sinne von „durchräuchertes altes Buch“ veranschaulicht die vor 1942 vorherrschende semantische Erklärung.
Studenten hatten mehrere derbe Bezeichnungen für das Buch wie Schwarte, Scharteke, Wälzer, Schmöker, Knaster u. a. Der Sprachwissenschaftler Friedrich Kluge gab 1895 in seinem Buch über die deutsche Studentensprache Schmöker mit der Erläuterung „ein altes, schlechtes Buch“ wieder. Als Alfred Götze dann 1909 in seinem Aufsatz über Wälzer in der Zeitschrift für deutsche Wortforschung auch das Wort Schmöker streifte, erklärte er es mit „das alte Buch, das angeschmaucht wird“. Diese Deutung des Wortes wiederholt er noch in der 11. Auflage von Kluges Etymologischem Wörterbuch: S(ch)möker ist „das alte Buch, das angeraucht wird“. Götze erklärte die auffallende aktive Bedeutung durch den Hinweis auf Behaghels Aufsatz und Wilhelm Wilmanns Wortbildungslehre. Es kam aber die Frage auf, warum gerade das Buch 'das angerauchte' genannt wurde, wenn beim Paffen nicht nur die Bücher des Studenten, sondern auch seine übrigen „sieben Sachen angeraucht und durchräuchert“ wurden. Dem schwedischen Wortforscher Axel Martin Lindqvist (1882–1959) schien es 1942 erforderlich, eine engere Beziehung zwischen Buch und der Pfeife zu suchen.
Lindqvist fand die Erklärung, dass die scherzhaft verächtliche Bezeichnung von dem alten, angerauchten Aussehen des Buches ausgehen solle, nicht überzeugend, auch wenn man zum Vergleich auf Knaster hinweist, das aus dem Griechischen ins Spanische kam, ursprünglich „Korb“ bedeutete und von den spanischen Tabakausfuhrhändlern für die Körbe verwendet wurde, worin die besseren Tabake verpackt waren. In Holland wurde der Ausdruck knastertabak zu knaster verkürzt und erreichte in dieser Bedeutung Deutschland, wo er nachmals in der Studentensprache eine geringschätzige Bezeichnung für das Buch wurde – eben wie Schmöker.
Es schien für Lindqvist nicht wahrscheinlich, dass „der Student das Buch nur darum Schmöker benannt haben soll, weil es nach Tabak roch – wie alle seine sonstigen Habseligkeiten und seine ganze Bude“. Studenten pflegten vordem ihre langen Pfeifen oder Tonpfeifen mit einem zusammengefalteten Papierstreifen anzustecken, der in der Studentensprache verschiedene Namen hatte, besonders populär war Fidibus. Lindqvist zufolge war in vergangenen Tagen eine Zeitung keine gewöhnliche Sache, „daher riss der Student, in Ermangelung anderen Papiers, sicherlich oft ein Blatt aus einem alten Buch oder aus einer Schrift und entzündete damit seine Pfeife“.:95 Lindqvist zog als Stütze für die Verwendung von Papier als Docht oder Zündmittel das Wort Kerze heran, in ihm verbirgt sich das lateinische charta ‚Papier‘. Die notdürftigen Lichter bestanden aus einem zusammengedrehten Streifen Birkenrinde, den man in Öl tauchte. Birkenrinde wurde vielfach zum Schreiben benützt anstelle von Papier. Lindqvist sah eine Verbindung zu der ähnlichen Entstehung eines anderen alten Scherzwortes für das Buch, die Scharteke, dessen Wortkern das lateinische charta (vergleiche magna charta!) bildet.:94 Lindqvist sah eine Verbindung zum schwedischen lunta für Buch, denn das Wort lunta haben die Schweden aus dem Plattdeutschen entlehnt: „Es gibt in der schwedischen Sprache ein Wort, dessen Geschichte diese Erklärung von Schmöker unterstützt: lunta ‚Lunte‘. Die schwedische Redensart en gammal lunta ‚eine alte Lunte‘ deckt sich nach Vorstellungsgehalt und Stilwert vollständig mit der deutschen Wendung ein alter Schmöker.“:96